# Двигатель Toyota SZ
Toyota SZ — рядный четырёхцилиндровый бензиновый двигатель внутреннего сгорания производства компаний Daihatsu и Toyota. Двигатели выпускаются в Тяньцзине подразделением FAW Toyota Engine Co., Ltd. (TFTE). 2SZ-FE и 3SZ-FE выпускаются также в Караванге подразделением PT Astra Daihatsu Motor.

## 1SZ-FE
- Объём: 1,0 л (997 см3)
- Диаметр цилиндра: 69 мм
- Ход поршня: 66,7 мм
- Степень сжатия: 10,0:1
- Мощность: 51,5 кВт (70 л. с.) при 6000 об/мин
- Крутящий момент: 95 Н⋅м при 4000 об/мин
- Клапанный механизм: VVT-i

## 2SZ-FE
- Объём: 1,3 л (1298 см3)
- Диаметр цилиндра: 72 мм
- Ход поршня: 79,7 мм
- Степень сжатия: 11,0:1
- Мощность: 64 кВт (87 л. с.) при 6000 об/мин
- Крутящий момент: 122 Н⋅м при 4200 об/мин
- Клапанный механизм: VVT-i
- Иные обозначения: 4A13 (Китай)

## 3SZ-VE
- Объём: 1,5 л (1495 см3)[5]
- Диаметр цилиндра: 72 мм
- Ход поршня: 91,8 мм
- Степень сжатия: 10,0:1
- Красная зона: 6500 об/мин

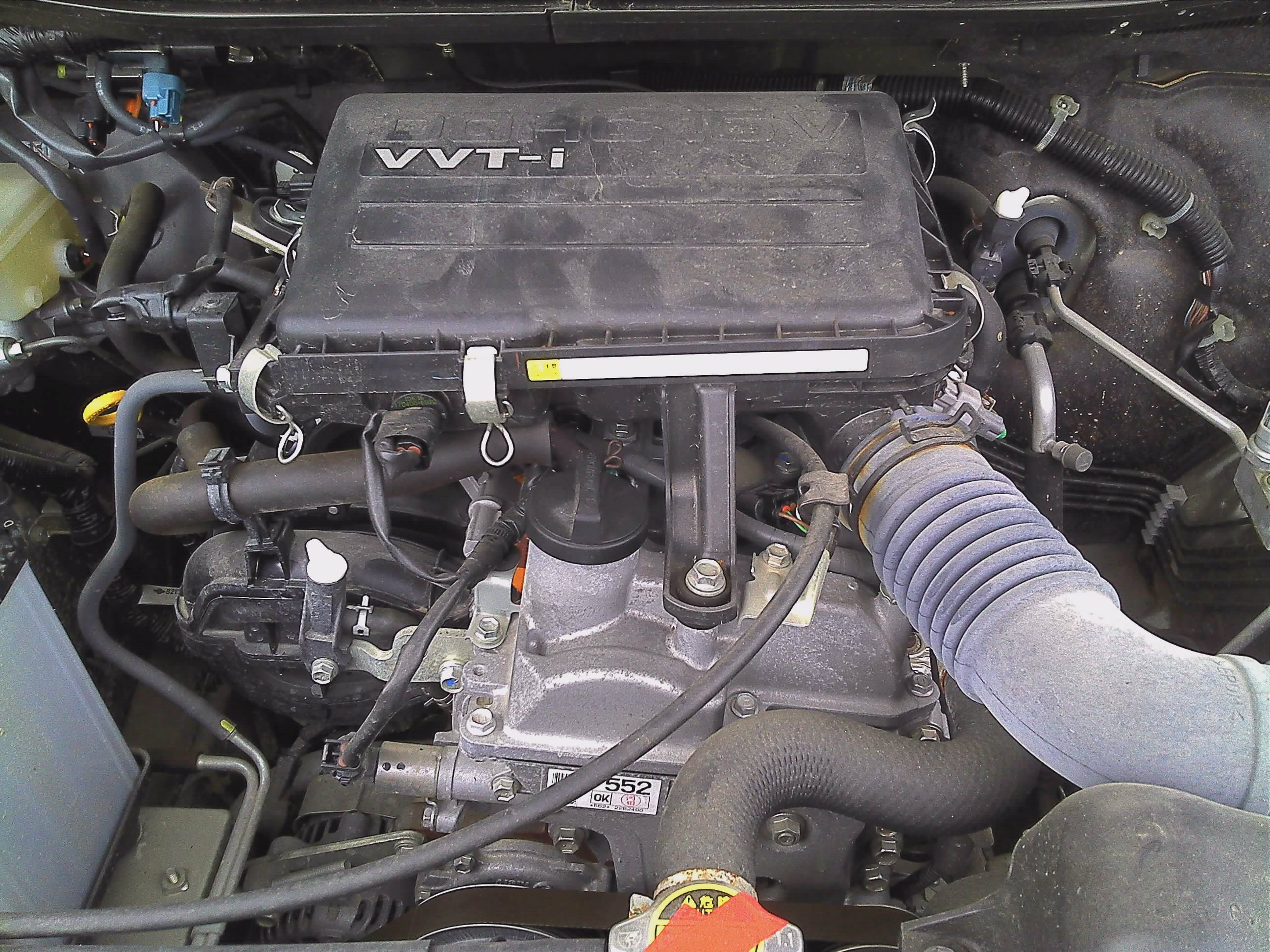
3SZ-VE

- Мощность: 71—80 кВт (97—109 л. с.) при 6000 об/мин
- Крутящий момент: 134—141 Н⋅м при 4400 об/мин
- Клапанный механизм: VVT-i
- Годы производства: октябрь 2005 — настоящее время